# 社阳乡
社阳乡，是中华人民共和国浙江省衢州市龙游县下辖的一个乡镇级行政单位。

## 行政区划
社阳乡下辖以下地区：
红光村、社阳村、青塘坞村、源头村、凤溪村、连上村、大公村和金龙村。